# Miki Núñez
Miquel Núñez Pozo (Tarrasa, Barcelona, 6 de enero de 1996), más conocido como Miki Núñez o simplemente Miki, es un cantante, actor y presentador español que se dio a conocer en 2018, cuando formó parte de la décima edición de Operación Triunfo, quedando en sexto puesto.
En enero de 2019, fue elegido durante la Gala Eurovisión de OT 2018 para representar a España en el Festival de la Canción de Eurovisión 2019 con el tema «La venda».

## Biografía
Nació en Tarrasa el 6 de enero de 1996. Nieto de inmigrantes andaluces tanto por familia materna como paterna, se inició en la música desde muy pequeño recibiendo clases de guitarra y piano. Tiene un hermano menor, Eloi Núñez Pozo, a quien cariñosamente denomina "mi persona favorita en el mundo".
Estudió dos años de educación primaria con mención bilingüe en la Universidad de Barcelona, pero dejó la carrera para participar en Operación Triunfo. También trabajó como profesor auxiliar en una academia con varios amigos.

### Influencias
Sus artistas favoritos incluyen a Dub Inc, The Cat Empire y Muse. Declaró que el primer concierto al que asistió fue del grupo La Pegatina, cuyo integrante, Adrià Salas, sería más tarde el compositor de su tema para Eurovisión.

## Carrera
Antes de darse a conocer nacionalmente, era vocalista del grupo Dalton Bang, un grupo formado por sus mejores amigos, con quienes versionaba diferentes canciones. A raíz de su paso por Operación Triunfo, el grupo pasó a llamarse "Miki & The Dalton's", y siempre ha acompañado a Miki en sus conciertos y giras, como la que hicieron por Cataluña en 2018.

### 2018:Operación Triunfo

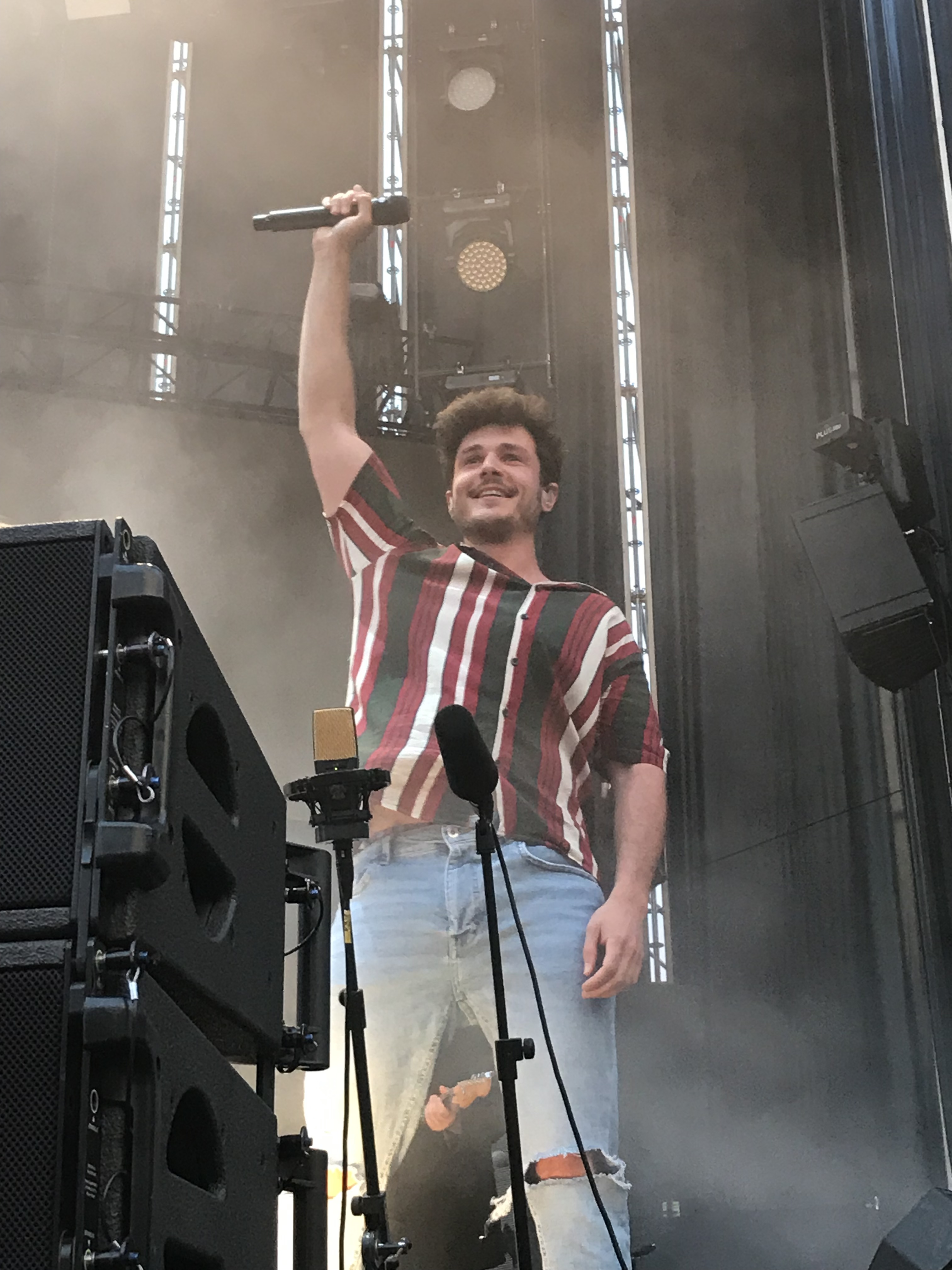
Miki en un concierto de la gira OT en Sevilla

En 2018 audicionó para la décima temporada de Operación Triunfo, siendo el primer aspirante en conseguir la pegatina en los cástines y uno de los 18 concursantes en ser seleccionados para la gala 0. Fue el único concursante de esta edición que consiguió ser favorito dos veces, la primera en la gala 5, con la canción «El patio» de Pablo López, y la segunda en la gala 9. En esta última, cantó la primera canción en catalán de la historia del programa, «Una lluna a l'aigua», del grupo Txarango. Fue eliminado a las puertas de la final, consiguiendo la sexta posición.

### 2019:Eurovisión

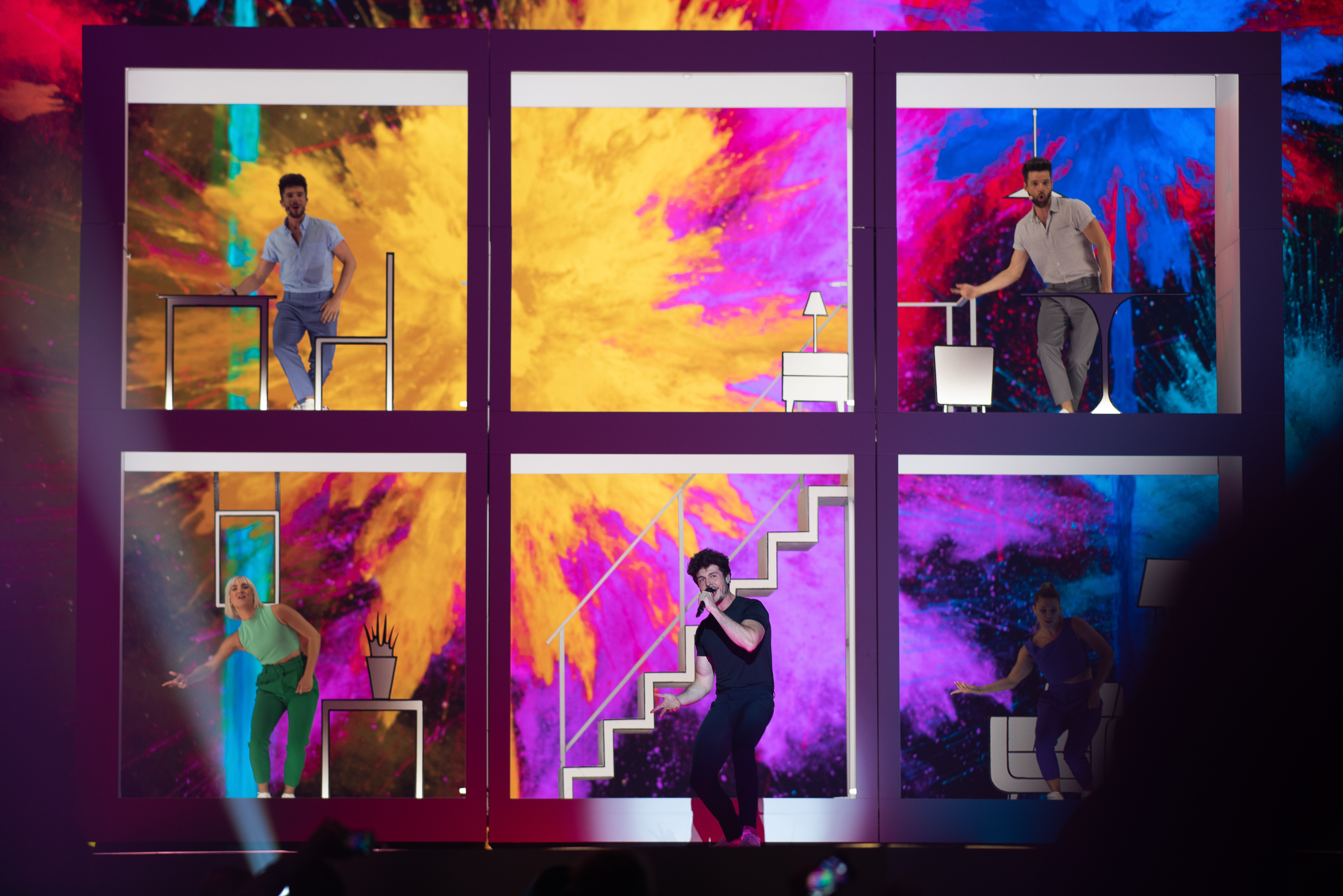
Miki durante su actuación en Eurovisión 2019

Como concursante de Operación Triunfo, fue candidato a representar a España en el Festival de la Canción de Eurovisión 2019. Para la primera fase del proceso de selección, le fueron otorgadas tres canciones: «El equilibrio» y «La venda» en solitario, y «Nadie se salva» a dúo con su compañera Natalia Lacunza. Estas dos últimas canciones consiguieron un pase para la gala de preselección, siendo Miki y Natalia los únicos concursantes con dos canciones en la final nacional. El 20 de enero de 2019, «La venda» fue seleccionada a través del voto del público para representar a España en el Festival de la Canción de Eurovisión 2019 el mes de mayo en Tel Aviv.
En el festival actuó en el vigésimo sexto puesto, siendo la última actuación participante de la gala. Finalmente, obtuvo el vigésimo segundo puesto con 54 puntos (53 por parte del tele voto y un solo punto del jurado). Aun así, la actuación recibió críticas positivas, especialmente por dar un espectáculo divertido con una canción optimista y enérgica.

### 2019-2021:Amuza,Icebergy vuelta a la televisión
Tras lanzar Amuza en 2019, su primer disco bajo el sello discográfico de Universal Music Spain compuesto de 13 temas de género pop-rock, realizó una gira por España acompañado de su banda Dalton Bang. Además de las canciones del disco, cantaba canciones que interpretó en Operación Triunfo, así como versiones de otras canciones, como «La Vida Es Un Carnaval» de Celia Cruz, o canciones de otros compañeros de concurso que acudían a los conciertos como invitados. El 2019 supuso también el regreso a la televisión con un pequeño cameo durante la tercera temporada de Paquita Salas.
En 2020 publicó varios sencillos de lo que sería su segundo álbum, Iceberg, de corte pop-rock como continuación de su primer disco. Durante ese año también participó como invitado en varios programas de televisión, tales como Tu cara me suena, La casa fuerte u Operación Triunfo 2020, y fichó como presentador del programa Cover, emitido en TV3.
En 2021 participó en L'au pair, un docureality con niños de la televisión pública catalana, en Familiy Feud: La batalla de los famosos y en Persona infiltrada.

### 2022-presente: Faceta más televisiva yLa partida
En 2022 lanzó «10 minutos», canción a la vanguardia de sus últimos trabajos con una visión más optimista y festiva, y fue protagonista de la campaña SS22 de TV3 y Catalunya Ràdio con su sencillo «Llums de mitjanit». Durante ese año también fichó como copresentador de Eufòria y por Got Talent España para acompañar a los concursantes durante las audiciones digitales,y dio las campanadas de fin de año en TV3 junto a Mariona Escoda.
En 2023 publicó un nuevo álbum, 121, dedicado al amor, acompañado de una pequeña gira de conciertos por territorio español. También fichó como copresentador de La Noche del Benidorm Fest, junto a Aitor Albizua.
Durante el 2024 continuó dedicándose a su faceta más televisia, debutando como actor en la serie catalana Jo mai mai,y volviendo a dar las campanadas de fin de año en TV3, esta vez junto a Laura Escanes. A finales de año, publicó La partida, su primer EP íntegramente en catalán con 6 canciones originales, y dio pistoletazo de salida a una pequeña gira de conciertos que empezaría en el Teatro Apolo de Barcelona el 6 de enero de 2025.

## Mercadotecnia
Miki Núñez ha sido embajador de varias marcas internacionales, tales como Gallina Blanca o Activia.

## Vida privada
Desde el año 2019 mantiene una relación sentimental con la cantante Sara Roy.

## Filmografía

### Televisión
| Año  | Título        | Personaje | Cadena  | Datos       |
| ---- | ------------- | --------- | ------- | ----------- |
| 2019 | Paquita Salas | Él mismo  | Netflix | 1 episodio  |
| 2024 | Jo mai mai    | David     | TV3     | 8 episodios |

### Programas de televisión
| Año  | Título                                    | Función                                       | Cadena      | Datos       |
| ---- | ----------------------------------------- | --------------------------------------------- | ----------- | ----------- |
| 2019 | Festival de la Canción de Eurovisión 2019 | Representante de España                       | La 1 y La 2 | 2 programas |
| 2019 | La mejor canción jamás cantada            | Invitado                                      | La 1        | 2 programas |
| 2020 | Tu cara me suena                          | Invitado como Santiago Auserón (Radio Futura) | Antena 3    | 2 programas |
| 2020 | La casa fuerte                            | Invitado                                      | Telecinco   | 1 programa  |
| 2020 | Operación Triunfo                         | Invitado                                      | La 1        | 1 programa  |
| 2021 | L’au pair                                 | Colaborador                                   | TV3         | 1 programa  |
| 2021 | Family Feud: La batalla de los famosos    | Invitado                                      | Antena 3    | 1 programa  |
| 2021 | Persona infiltrada                        | Invitado                                      | TV3         | 1 programa  |
| 2022 | ¡Viva la fiesta!                          | Invitado                                      | Telecinco   | 1 programas |

#### Como presentador
| Año               | Título                     | Función     | Cadena    | Datos        |
| ----------------- | -------------------------- | ----------- | --------- | ------------ |
| 2020              | Cover                      | Presentador | TV3       | 10 programas |
| 2022 - actualidad | Eufòria                    | Presentador | TV3       | ¿? episodios |
| 2022 - actualidad | Got Talent España          | Presentador | Telecinco | ¿? episodios |
| 2022 - 2024       | Campanadas de fin de año   | Presentador | TV3       | 2 programas  |
| 2023              | Got Talent: All Stars      | Presentador | Telecinco | 7 programas  |
| 2023              | La noche del Benidorm Fest | Presentador | La 1      | 5 programas  |

#### Como concursante
| Año         | Título                 | Función                      | Cadena | Datos        |
| ----------- | ---------------------- | ---------------------------- | ------ | ------------ |
| 2018 - 2019 | Operación Triunfo 2018 | Concursante - 11.º expulsado | La 1   | 16 programas |

## Discografía

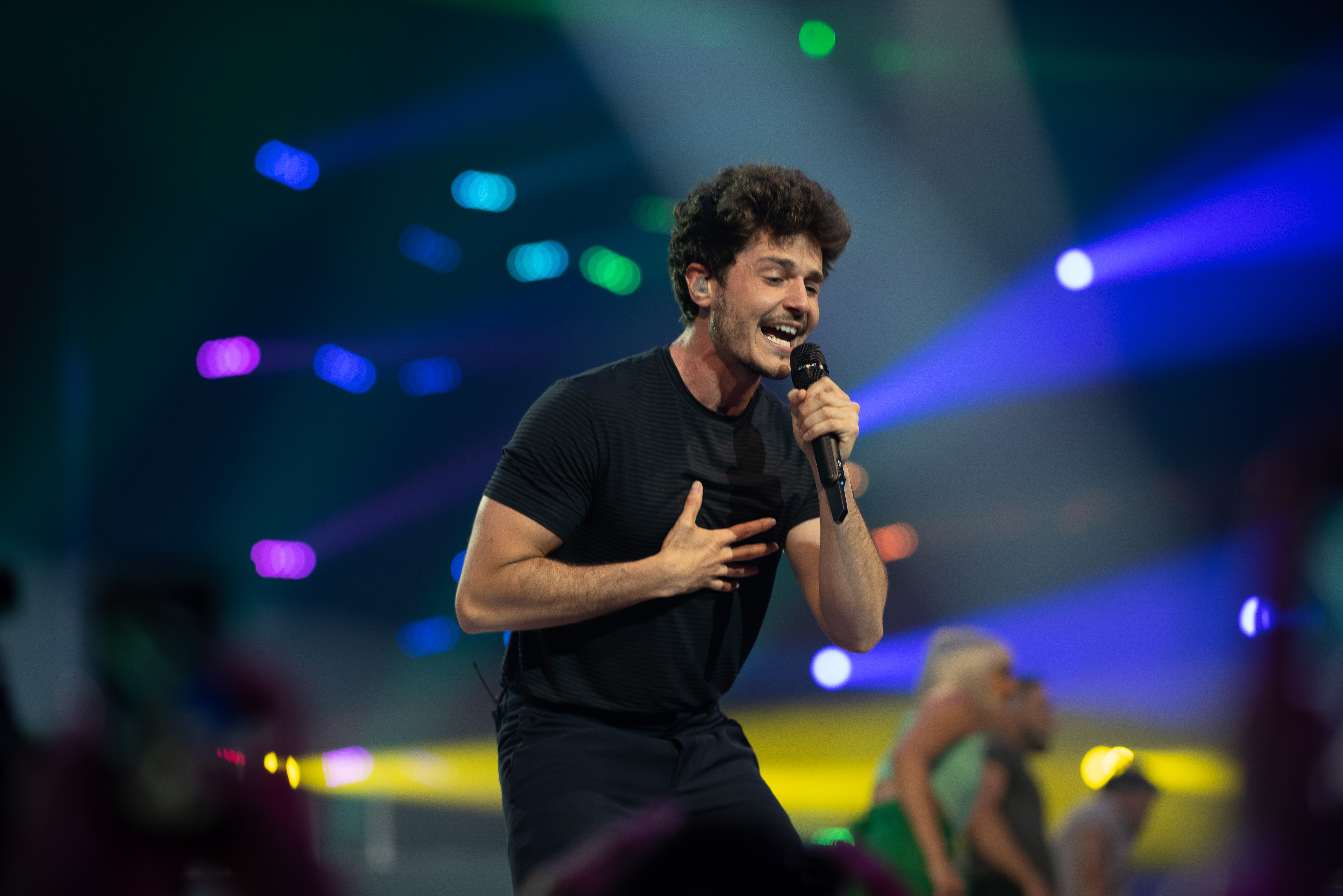

### Álbumes y EP

#### Álbumes de estudio
| Título  | Detalles | Listas |
| Título  | Detalles | ESP    |
| ------- | --- | ------ |
| Amuza   | - Lanzamiento: 13 de septiembre de 2019 - Sello: Universal Music Spain, Música Global Discográfica - Formatos: CD, descarga digital, streaming        | 1      |
| Iceberg | - Lanzamiento: 20 de noviembre de 2020 - Sello: Universal Music Spain, Música Global Discogràfica - Formatos: CD, descarga digital, streaming, vinilo | 4      |
| 121     | - Lanzamiento: 9 de junio de 2023 - Sello: Universal Music Spain, Música Global Discográfica - Formatos: CD, descarga digital, streaming, vinilo      | 20     |

#### Extended Play
| Título     | Detalles | Listas |
| Título     | Detalles | ESP    |
| ---------- | --- | ------ |
| La partida | - Lanzamiento: 29 de noviembre de 2024 - Discográfica: Universal Music Spain - Formato: CD, descarga digital | —      |

### Sencillos
Sencillos como artista principal
| Título                                             | Año  | Álbum              | Top 100 | Certificación |
| -------------------------------------------------- | ---- | ------------------ | ------- | ------------- |
| «La Venda»                                         | 2019 | Amuza              | 13      | Platino       |
| «Celébrate»                                        | 2019 | Amuza              | 62      | Platino       |
| «Coral Del Arrecife» (con Sofía Ellar)             | 2019 | Amuza              | —       | —             |
| «Escriurem»                                        | 2019 | Amuza              | —       | Oro           |
| «Me Vale»                                          | 2020 | Iceberg            | 95      | Oro           |
| «Eterno Verano / Un estiu que no s´acaba» (Revamp) | 2020 | Amuza              | —       | —             |
| «Viento y Vida» (con Despistaos)                   | 2020 | Iceberg            | —       | —             |
| «No M'ho Esperava»                                 | 2021 | Iceberg            | —       | —             |
| «Sin Noticias De Gurb»                             | 2021 | Iceberg            | —       | —             |
| «10 minutos»                                       | 2022 | 121                | —       | —             |
| «Dime que no duele»                                | 2022 | 121                | —       | —             |
| «Electricitat» (con Alfred García)                 | 2022 | 121                | —       | —             |
| «La mitad» (con Paula Koops)                       | 2023 | 121                | —       | —             |
| «Entre un millón»                                  | 2023 | 121                | —       | —             |
| «Suerte» (con Carlos Sadness)                      | 2023 | 121                | —       | —             |
| «Más de la cuenta»                                 | 2023 | 121                | —       | —             |
| «Gelat»                                            | 2023 | Sencillo sin álbum | —       | —             |
| «Dins del meu cap»                                 | 2024 | La Partida EP      | —       | —             |
| «Tiraria enrere»                                   | 2024 | La Partida EP      | —       | —             |
| «Serem més forts»                                  | 2024 | La Partida EP      | —       | —             |
| «Avui»                                             | 2025 | Sencillo sin álbum | —       | —             |

### Apariciones
| Título                                             | Año  | Álbum                 |
| -------------------------------------------------- | ---- | --------------------- |
| «La Sortida» (Sense Sal feat. Miki Núñez)          | 2019 | Canción sin álbum     |
| «Tira de la Manta» (con Emlan)                     | 2020 | Canción sin álbum     |
| «El Dia de la Victòria» (con Búhos, Suu & Lildami) | 2020 | El Dia de la Victòria |
| «Tot és més fàcil» (con Sara Roy)                  | 2021 | (A)MAR                |
| «Barcelona» (con Marmi)                            | 2022 | Plan Z                |
| «Efecte Papallona» (con Doctor Prats)              | 2025 | F5                    |

## Obras
- Núñez, Miki (2021). Dime tres palabras. Penguin Random House Grupo Editorial, S.A. ISBN 9788408207856.[41]